# گچ خران
گچ خران، روستایی از توابع بخش چنار شاهیجان شهرستان کازرون در استان فارس ایران است.

## جمعیت
این روستا در دهستان انارستان قرار دارد و براساس سرشماری مرکز آمار ایران در سال ۱۳۸۵، جمعیت آن ۲۷۹ نفر (۵۵خانوار) بوده‌است.